# Independent Women
Singles de Destiny's Child
Jumpin', Jumpin'
(2000) Survivor
(2001)
Independent Women est une chanson du groupe féminin américain Destiny's Child, sortie en 2000. Elle est écrite et produite par Beyoncé Knowles, Sam Barnes, Jean-Claude Olivier et Cory Rooney. Il est également le premier single avec Michelle Williams au chant.
Il s'agit d'un single composé spécialement pour la bande-originale du film Charlie et ses drôles de dames de McG, premier volet de la série de films qui fait suite à la série télévisée Drôles de dames. Elle est ensuite parue l'année suivante sur le troisième album studio du groupe, Survivor.
Sortie comme le premier single de la bande originale et de l'album à l'automne 2000, la chanson prend la première place du classement Billboard Hot 100 pendant onze semaines consécutives de novembre 2000 à février 2001. Plus tard, il est classé à la 18e place des chansons avec le plus de succès des années 2000, dans le Billboard Hot 100 Songs of the Decade. Bien que, pour le Royaume-Uni, il est sorti le même jour, avec les deux parties I et II comptant pour la sortie de la chanson.

## Clip vidéo
Le clip vidéo est tourné à Los Angeles du 27 août au 1er septembre 2000 et est réalisé par Francis Lawrence. Les Destiny's Child prennent part à un camp d'entrainement futuriste inspiré de Charlie et ses drôles de dames et elle s'assoit dans une salle de classe en regardant des images du film. Elles apprennent d'eux-mêmes et essayer des défis lors de plusieurs étapes : Agilité (Dance), Altitude (Parachutisme), Combat (Combat d'arts martiaux) et Course (moto). À la fin, les filles sont accueillies par le toujours mystérieux « Charlie ». Le groupe chante également dans une énorme discothèque entre les différentes scènes.
Le clip vidéo est diffusé pour la première fois dans MTV - Making the Video et est présent sur l'édition DualDisc de l'album Number 1's et sur la sortie DVD de Charlie et ses drôles de dames.

## Réception
La chanson est nommée pour le Grammy Award de la meilleure chanson écrite pour un film, la télévision ou un autre média visuel aux Grammy Awards de 2001.
Elle est aussi classée à la 85e place de la liste des 100 chansons favorites en Grande-Bretagne, publiée en mai 2002. La chanson est la 25e la plus vendue en 2000 au Royaume-Uni.

## Liste des pistes
CD Single Europe: COL 669822 2
1. Independent Women (Part 1) (Version Album) : 3:41
2. Independent Women (Joe Smooth 200 Proof 2 Step Mix) : 4:17
3. Independent Women (Maurice's Radio Mix)1 : 3:54
4. Independent Women (Victor Calderone Club Mix)1 : 9:36

CD Single Partie 1 Royaume-Uni 670593 2
1. Independent Women (Part 1) (Album Version) : 3:41
2. Independent Women (Victor Calderone Club Mix)1 : 9:36
3. Independent Women (Maurice's Radio Mix)1 : 3:54

CD Single Partie 2 Royaume-Uni
1. Independent Women (Part 2)
2. Say My Name (Remix Timbaland)
3. So Good
4. inclut un poster du film Charlie et ses drôles de dames

CD Single États-Unis 44K 79493

Single Vinyle États-Unis
1. Independent Women (Part 1) (Version Album) : 3:41
2. Independent Women (Victor Calderone Drum Dub Mix)1 : 5:30
3. Independent Women (Victor Calderone Club Mix)1 : 9:36
4. Independent Women (Maurice's Independent Man Remix)1 : 7:30
5. 8 Days Of Christmas - 3:29

Notes
- 1 Ces remixes contiennent de nouvelles voix enregistrées, arrangées par Maurice Joshua.

## Ventes
Independent Women est un succès aux États-Unis. Le single prend la première place du Billboard Hot 100, alors que Charlie et ses drôles de dames commence à remplir les cinémas nord-américains. Le titre donne au groupe leur troisième single numéro-un dans le pays. Le single reste à la première place la semaine suivante, grâce au soutien de la forte performance au box-office du film et à la grande diffusion qu'il reçoit. La chanson a une diffusion massive en radio et reste presque dix semaines à la première place du Billboard Hot 100 Airplay, qui contribue significativement à la performance du single dans le classement principal. Par la suite, le single passe onze semaines consécutives à la première place du Billboard Hot 100. Durant sa dixième semaine à la première place, la presse musicale prévoit que le single va tomber de la première position
en raison de la forte concurrence dans la vente au détail; toutefois, il reste grâce aux fortes ventes de la maxi version du single, sorti en décembre 2000. Il est dans l'édition 2000-2001 du livre Guinness des records pour la chanson le plus longtemps classée pour un groupe féminin. Independent Women prend également la première place du classement Hot R&B/Hip-Hop Singles & Tracks pendant trois semaines, devenant le quatrième single numéro un de Destiny's Child dans ce classement.
Au Royaume-Uni, Independent Women débute à la première place, devenant le premier single numéro un du groupe dans ce pays,. La British Phonographic Industry a certifié le single disque d'or pour des ventes qui dépassent les 400 000 singles physiques. Il atteint également la première place au Canada, en Irlande, et en Nouvelle-Zélande. Il est le single avec le plus de succès des Detiny's Child's à ce jour.

## Crédits et personnel
| - Voix principales: Beyoncé Knowles (2 couplets) et Kelly Rowland (chanteuse principale pendant 2 ponts) - Chœurs: Kelly Rowland, Michelle Williams - Production vocale : Beyoncé Knowles | - Enregistré par: Manelich Sotolongo aux Lobo Studios, Deer Park, New York - Enregistrements additionnelles par: Troy Gonzalez, Ramon Morales aux TK Studios, Hawaii - Mixage audio: Rich Travali - Masterisé par: Tom Coyne |

## Classements
| Classement (2000)                       | Meilleure position |
| --------------------------------------- | ------------------ |
| Australie (ARIA)                        | 3                  |
| Autriche (Ö3 Austria Top 40)            | 22                 |
| Belgique (Flandre Ultratop 50 Singles)  | 3                  |
| Belgique (Wallonie Ultratop 50 Singles) | 4                  |
| Danemark (Tracklisten)                  | 3                  |
| Finlande (Suomen virallinen lista)      | 5                  |
| Allemagne (Media Control AG)            | 3                  |
| Irlande (IRMA)                          | 2                  |
| Italie (FIMI)                           | 17                 |
| Pays-Bas (Single Top 100)               | 2                  |
| Nouvelle-Zélande (RMNZ)                 | 1                  |
| Norvège (VG-lista)                      | 2                  |
| Suède (Sverigetopplistan)               | 6                  |
| Suisse (Schweizer Hitparade)            | 2                  |
| Royaume-Uni (UK Singles Chart)          | 1                  |
| Royaume-Uni (UK R&B Chart)              | 1                  |
| États-Unis (Hot 100)                    | 1                  |
| États-Unis (R&B/Hip-Hop Songs)          | 1                  |

| Classement (2000)              | Meilleure position |
| ------------------------------ | ------------------ |
| États-Unis (Billboard Hot 100) | 97                 |
| Classement (2001)              | Meilleure position |
| États-Unis (Billboard Hot 100) | 10                 |

## Ventes et certifications
| Pays        | Certification | Ventes  | Date            |
| ----------- | ------------- | ------- | --------------- |
| Royaume-Uni | Or            | 450 000 | 19 janvier 2001 |